# Jasmine Conway
Jasmine Conway (* 21. Dezember 2004) ist eine britische Tennisspielerin.

## Karriere
Conway begann mit sechs Jahren das Tennisspielen und bevorzugt Hartplätze. Sie spielt vor allem Turniere auf der ITF Women’s World Tennis Tour, wo sie bislang einen Titel im Doppel gewann.
2022 erreichte sie in Wimbledon im Juniorinneneinzel mit Siegen über Renáta Jamrichová, Ela Nala Milić und Hayu Kinoshita das Viertelfinale, wo sie Linda Klimovičová mit 6:2, 2:6 und 1:6 unterlag.

## Turniersiege

### Doppel
| Nr. | Datum        | Turnier | Kategorie | Belag     | Partnerin           | Finalgegnerinnen         | Ergebnis         |
| --- | ------------ | ------- | --------- | --------- | ------------------- | ------------------------ | ---------------- |
| 1.  | 7. Juni 2025 | Kayseri | ITF W15   | Hartplatz | Meshkatolzahra Safi | Jamilah Snells Duru Söke | 2:6, 6:4, [10:3] |